# Kinderstadtplan
Ein Kinderstadtplan oder Kinderstadtteilplan ist ein Stadtplan, der speziell auf die Bedürfnisse von Kindern ausgelegt und kindgerecht aufbereitet ist. In vielen deutschsprachigen Städten und Gemeinden gibt es bereits einen Kinderstadtplan. Die Stadtpläne unterliegen keiner Norm. Teilweise sind sie ergänzt durch ein Heft mit weiteren Informationen, Anregungen und Geschichten von Kindern aus der Stadt. Einige Kinderstadtpläne kann man im Internet finden.

## Wie Kinderstadtpläne entstehen
In der Herstellung lassen sich von Erwachsenen hergestellte und mit oder von Kindern erarbeitete Stadtpläne unterscheiden. Die von Kindern geschaffenen Stadtpläne basieren auf einer eigenen Erkundung des städtischen Umfelds.
Wird der Plan mit Kindern gestaltet, gibt das Ergebnis die Sicht der Kinder auf ihre Umgebung und ihr Interesse für bestimmte Einrichtungen und Orte wieder. Stadtpolitiker und -planer erhalten eine Rückmeldung darüber, was Kinder bedeutend finden, was ihnen in ihrer Stadt fehlt oder was sie stört, welche Veränderungen von ihnen gut oder schlecht aufgenommen werden. Dadurch können Verbesserungen der Situation im Stadtteil für die Kinder in die Wege geleitet werden. Während eines solchen Projekts lernen die Kinder den Stadtteil besser kennen. Außerdem erfahren sie, auf welche Weise man seinen Stadtteil erkunden kann.
Herausgeber eines Kinderstadtplans können die Kinder selbst, Kindergärten, Vereine, Schulen, das Stadtjugendamt, die Gemeinde oder weitere Einrichtungen sein.

## Inhalte eines Kinderstadtplans
Neben offiziellen Spielräumen im Stadtteil, wie Spielplätzen, Freizeitheimen und anderen Kindereinrichtungen, werden Geheimtipps (z. B. Lager, Hinterhöfe, Schleichwege, Treffpunkte, Spielmöglichkeiten an geheimnisvollen Orten) dargestellt. Geschichtliches bekommt ebenso eine Bedeutung wie Natur in der Stadt (Parks, Wald, Tiere). Aufgelistet werden auch Sport- und Bolzplätze, Skateranlagen, Schwimmmöglichkeiten, Bibliotheken, Kinos und Theater sowie interessante Geschäfte und mobile Spieleinrichtungen. Örtlichkeiten wie Schulen, Kindergärten, Spielstraßen und Ausflugsziele, aber auch Themen wie Verkehrssicherheit oder Umweltverschmutzung werden ebenso aufgenommen und erläutert wie Anlaufstellen für Hausaufgabenbetreuung, Informationen und Beratungen aller Art. Gute Kinderstadtpläne stellen eine umfassende und hilfreiche Auskunftsbörse besonders für neu hinzuziehende Kinder dar. Ihr Wert und ihre Authentizität steigen mit dem Anteil, den die Kinder selbst an ihrer Erstellung haben.

## Vom Umgang mit Kinderstadtplänen
Kinder sind in der Regel erst etwa ab dem dritten Schuljahr in der Lage, von Erwachsenen geschaffene Stadtpläne zu lesen und sinnvoll damit umzugehen. Die ungewohnte Vogelperspektive und die Chiffrierung mit Codes und Zeichen ist ihnen zunächst fremd. Einen ersten Zugang finden die Kinder durch die Betrachtung ihrer Umwelt von einem erhöhten Standort (Hochhaus, Kirchturm, Hügel) aus. Ein anderer Lernweg ergibt sich für die Kinder aus dem Umgang mit ihrem Auffassungsvermögen gemäßen Brettspielformen, welche die Umwelt weniger abstrakt als realitätsnah abbilden. Die Verkehrspädagogik nutzt diesen Zugang seit langem etwa für die Erstellung von Schulwegplänen, mit deren Hilfe schulreife Kinder ihren Schulweg selbstständig zu gestalten lernen. Hilfreich für das kindliche Verständnis vom Kartenlesen ist dabei, wenn die Kinder keine fertigen Pläne vorgesetzt bekommen, sondern diese von Anfang an durch Umsetzung der selbst erfahrenen Verkehrsrealität in Kartenform auch selbst gestalten dürfen. Die Weiterentwicklung zu einem attraktiven Brettspiel garantiert dabei eine intensive, auch mentale Befassung in der Gruppe sowie ständige Variationsmöglichkeiten entsprechend den Veränderungen auf den Verkehrswegen.

## Geschichte
1985 entstand in München, von der Pädagogischen Aktion initiiert, das erste Stadtbuch für Kinder und Familien mit dem Titel Abenteuer in München. Der Münchenführer ist nicht nur ein Buch für Kinder, sondern ein wichtiger Ansatz, Kinder zu Wort kommen zu lassen. Sie wurden als Spezialisten und Stadtforscher in die Entstehung und Redaktion des Buches einbezogen. Die Arbeitsgemeinschaft Spiellandschaft Stadt e.V. München befasst sich zudem mit der Erstellung und Verbreitung (€ 3.-) von Kinderstadtteilplänen, von denen für München bereits eine größere Zahl erschienen ist.
Die Bodenseestadt Friedrichshafen brachte laut Südkurier im Jahr 2003 ihren ersten Stadtplan für Kinder heraus. Seit 2008 ist auch online ein entsprechender Stadtplan zugänglich. Eine aktualisierte 24-seitige Fassung wurde 2009 erarbeitet und dem Familienwegweiser der Stadt beigegeben. Der kostenlose Wegweiser enthält Angaben über Bolzplätze, Schwimmbäder, Museen, Skate- und Inlinerbahnen. Mit der Verbreitung des Internets werden in ganz Deutschland immer mehr Kinderstadtpläne veröffentlicht.
Im Jahr 2005 unterstützte das Ministerium für Bildung, Frauen und Jugend in Rheinland-Pfalz neue Kinderstadtpläne mit einem eigenen Aktionsprogramm.
Düsseldorf stellte 2006 Kinderstadtpläne vor, die nicht nur der Orientierung, sondern auch der Kinderverkehrssicherheit dienen.

## Verwandte Themen
- Schulwegplan
- Schulwegspiel